# Bhatola jezik
Bhatola jezik (ISO 639-3: btl), jezik plemena Bhatola, jedne podgrupe naroda Gonda u indijskim državama Madhya Pradesh, Maharashtra i Chhattisgarh. 5 050 govornika (2000) u Madhya Pradeshu.
Jezik je ostao neklasificiran.

## Vanjske poveznice
- Ethnologue (14th)
- Ethnologue (15th)